# Lorenzo Medičejski Veličastni
Lorenzo Medičejski Veličastni, ugledni gospod, dejanski voditelj Firenc, * 1. januar 1449, Firence, † 8. april 1492, Firence.
Bil je intelektualec, državnik, pesnik, mecen in mentor umetnikov in filozofov. V spopadu s političnimi nasprotniki je s pogumom obranil primat Medičejcev v mestu. V sporu s sosednjimi državami je s politično spretnostjo obranil neodvisnost florentinske republike. S tem si je prislužil vzdevek Veličastni. Potem je s svojim vplivom 10 let vzdrževal krhko politično ravnotežje v Italiji. Osebno se z bančništvom ni ukvarjal in je dopustil, da je Banca de' Medici propadla.

## Prevzem dediščine Medičejcev
Lorenzo je rasel v filozofsko umetniškem okolju palače svojega deda Cosima. Bil je bister, poln energije, izobražen, tudi sam pesnik.
Kot predstavniku Medičejcev so mu dajali po očetovi smrti več spoštovanja in moči, kot bi pripadalo dvajsetletnemu mladeniču. A kmalu je pokazal, da bo v politiki manj premišljen, bolj  ognjevit kot njegovi predniki. Ko naj bi v imenu mesta rešil razmeroma nepomemben spor o upravljanju rudnika v Volteri, je po nepotrebnem uporabil silo, kar je končno pripeljalo do uničenja mesta, ki so ga najemniške vojske nekontrolirano izropale, razdejale in pobile veliko prebivalcev. 

## Spopad z nasprotniki in stiska florentinske republike
Mnogi prebivalci Firenc so se ob tem zbali za usodo republike, nasprotniki pa so začutili priložnost, da Medičejcem odvzamejo primat v mestu. Med njimi je bila stara, že davno uveljavljena patricijska družina Pazzi, sedaj popolnoma odrinjena od oblasti. Pazziji so s papežem Sikstom IV., s katerim Lorenzo ni hotel sodelovati pri podpiranju nečakov, in papeževim nečakom Francesco Salviatijem, ki  mu Lorenzo ni dovolil, da bi zasedel položaj nadškofa Pise, sklenili zaroto. Na velikonočno nedeljo 1478 so pri maši v firenški stolnici skušali istočasno ubiti Lorenza in njegovega brata Giuliana. Giuliana so uspeli ubiti, Lorenzo pa je ranjen ušel. Hitro se je o atentatu razvedelo in izbruhnil je vsesplošen pogrom nad atentatorji. Pobili so skoraj vso družino Pazzijev  in njihovih pristašev, nadškofa Salviatija, vsega skupaj okrog 80 ljudi.
Papež se je odzval z izobčenjem Lorenza in vse florentinske vlade. Povezal se je s kraljevino Neapelj in napovedal florentinski republiki vojno. Za obrambo so lahko Firence zbrale le nekaj najemniških skupin. Neapeljska vojska je pod vodstvom vojvode kalabrijskega zavzela nekatera toskanska mesta. A nasprotni strani nista kazali želje po spopadu. Tako sta minili dve zimi, ko so se razmere v Firencah še močno poslabšale. V času strahu je gospodarstvo propadalo, sosedne države so si jemali obrobne dele florentinskga ozemlja, izbruhnila je kuga. Tedaj se je Lorenzo odločil za osebno posredovanje. Z ladjo (kasneje se je izkazalo, da mu jo je poslal neapeljski kralj) je odpotoval v sovražno gnezdo, na neapeljski dvor (kjer je bilo mnogo njegovih prijateljev iz mladostnih let). Deset tednov se je pogajal z neapeljskim kraljem Ferrantejem. Tudi ni skoparil z darili. Končno je dosegel, da se je kralj odpovedal zavezništvu s papežem in za veliko odškodnino sklenil s florentinsko republiko mir.
Ob povratku v Firence, marca 1480, so meščani Lorenza sprejeli z velikimi častmi. Ker so med vojno nasprotniki Lorenzu še vedno stregli po življenju, je ta na čelo republiške uprave postavil svet sedemdesetih z mandatom 5 let. To je bila dejansko nova vlada, na katero je imel velik vpliv. Formalno pa je bil Lorenzo še vedno le prvi meščan in ne vodja države.
Vendar Lorenzov položaj ni bil zavidljiv. Ogrožene so bile meje. Genovčani so med Lorenzovo odsotnostjo zavzeli trdnjavo Sarzana. Papežev nečak Girolamo Riario je svoje posesti v Romagni razširil proti mejam Toskane. Vojvoda Kalabrije je izkoristil vstajo v Sieni in se postavil za vladarja Siene. Še vedno je zasedal del toskanskega ozemlja. Papež ni hotel preklicati izobčenja.

## Povrnjeni politični ugled florentinske republike
Avgusta 1480 je prišla za Lorenza rešitev kot po naročilu. Turki so s 7000 možmi pristali na peti italijanskega škornja in grozili s pohodom na Neapelj in Rim. Vojvoda kalabrijski je hitro zapustil Toskano, kralj Ferrante je prepričal papeža, da se ne kaže prepirati v Italiji med seboj. Firenške družine so sestavile delegacijo, ki se je šla opravičit papežu, papež je opravičilo sprejel in preklical izobčenje. Odposlanci so obljubili 15 opremljenih galej za obrambo proti Turkom. Nekaj mesecev za tem je sultan Mehmed II. Osvajalec nenadoma umrl in Turki so zapustili Italijo.
Lorenzo se je do konca življenja prizadeval ohraniti mir v Italiji, kar pa je ogrožala nenasitna želja papeževega nečaka Girolama Riaria, da bi razširil svojo posest v Romagni. Dvakrat je Lorenzo z intervencijo preprečil izbruh vojne, ko je to naredil drugič, se je papež Sikst IV. tako razburil, da je umrl.
Nasledil ga je papež Inocenc VIII., ki je bil v svojih nepotističnih načrtih zmernejši. Lorenzo se mu je dobrikal in mu pošiljal darila in pridobil vpliv nad njim. Ko pa je 1488 poročil svojo hčerko Maddoleno s papeževim sinom Francescetto Cibo, in ko je papež pristal, da bo imenoval Lorenzovega sina Giovannija za kardinala, je bilo jasno tudi državam po Evropi, kdo kroji politiko v Italiji. Florentinska republika si je povrnila nekdanji politični ugled.

## Humanizem in umetnost
Lorenzo je umetnost visoko cenil in se je tudi spoznal nanjo. V arhitekturi so ga velikokrat spraševali za svet in ga klicali za razsodnika. Z njim so sodelovali renesančni umetniki kot Piero in Antonio del Pollaiuolo, Andrea del Verrocchio, Sandro Botticelli, Filippino Lippi, Domenico Ghirlandaio. Sam zaradi finančnih težav ni naročal veliko del, priporočal pa je umetnike drugim mecenom.
Leonardo da Vinci in Michelangelo Buonarroti sta že kot dečka vzbudila njegovo pozornost. Ustanovil je umetniško šolo, ki je dajala učencem tudi splošno izobrazbo. Šolo je obiskoval tudi Michelangelo,  ki je Lorenza tako prevzel, da ga je povabil k sebi na dom, kjer je štiri leta živel skupaj z Lorenzovimi otroki in poslušal filozofske in umetniške pogovore Lorenzovih prijateljev. 
Zbiral je antično lončenino, vaze iz starega Rima, Bizanca, Perzije, Benetk, stare novce in drage kamne. Nadaljeval je s Cosimovim zbiranjem knjig, ki je kasneje pripeljalo do knjižnice Medicea Laurenziana. Svoje ljudi je pošiljal v Grčijo in na Bližnji vzhod, kjer so odkrivali še nepoznane rokopise. Organiziral je prepisovanje teh rokopisov. Njegovi klasično izobraženi filozofski prijatelji Marsilio Ficino, Poliziano and Giovanni Pico della Mirandola so poskušali povezati Platonove ideje s krščanstvom. Ta krog nekateri imenujejo Nova Platonova akademija. Edino na florentinski univerzi, ki jo je Lorenzo prestavil v Piso, se je tedaj poučevala grščina.
Lorenzo je bil umetnik tudi sam, pisal je poezijo v maternem jeziku. Njegova vzornika sta bila Dante in Boccaccio. V svojih pesmih je slavil življenje, zlasti v zadnjih delih pa se je srečeval tudi z melanholijo in krhkostjo življenja.

## Propadanje medičejske banke
Že dolgo pa je Banca de' Medici propadala. Lorenzo banke ni vodil sam, ampak jo je prepustil upravitelju, ki je ni vodil dobro. Londonska veja je propadla zaradi prekomernih posojil angleškemu kralju Edvardu IV. za vojno med belo in rdečo rožo, propadli sta veji v Bruggeu in Milanu. V težavah so bile veje v Lyonu, Rimu, Neaplju, deloma zaradi nesposobnosti predstavnikov, deloma zaradi splošnega propadanja florentinskega bančništva. Nazadnje si je Lorenzo v denarni stiski "pomagal" z denarjem, do katerega ni imel pravice, s 55.000 florinti, ki so bili rezervirani za nečake, sinove Pierfrancesca de Medici (kar je kasneje pripomoglo k razdoru v širši družini) in s 75.000 florinti iz florentinske javne zakladnice.

## Zgodnja smrt
Kot njegov oče in ded, je Lorenzo trpel za protinom in od te bolezni tudi umrl. Pokopan je poleg brata Giuliana v  novi zakrstiji cerkve sv. Lorenza, ki jo je kasneje okrasil Michelangelo.
Že za časa Lorenzovega življenja se je pojavil v Firencah asketski menih Savonarola, ki je pridigal proti razkošnemu in pregrešnemu življenju, ki so ga podpirali Medičejci. Po Lorenzovi smrti je svojo vnemo še stopnjeval. Meščani so mu začeli verjeti in ob naslednji politični krizi izgnali Medičejce iz mesta.

## Družina
Lorenzov oče je bil Piero de' Medici Protinasti, njegov ded pa Cosimo de' Medici Starejši.
Lorenzo se je 1469  poročil s Clarice Orsini, 
Imela sta 9 otrok:
1. Lucrezia di Lorenzo Medičejska, (1470 -1553), poročena z Giacomo Salviati. Njuna hči Maria Salviati je bila mati od Cosimo I de' Medici.
2. Piero di Lorenzo Medičejski (1471 - 1503), je nasledil očeta.
3., 4.  dvojčke, rojena v marcu 1472 sta umrla po rojstvu.
5.  Maddalena Medičejska, (1473 - 1528), por. Franceschetto Cybo, sin papeža Innocenta VIII.
6.  Giovanni Medičejski, (1475, - 1521), kasnejši papež Leon X.
7.  Luisa Medičejska, (1477 - 1488).
8.  Contessina Medičejska, (1478 - 1515), poročena Piero Ridolfi.
9.  Giuliano di Lorenzo Medičejski, vojvoda Nemourski (1479 - 1516).
Lorenzo je posvojil Giulia, nezakonskega sina svojega brata Giuliana, ki je kasneje postal papež Klemen VII.